# Erich Hartmann

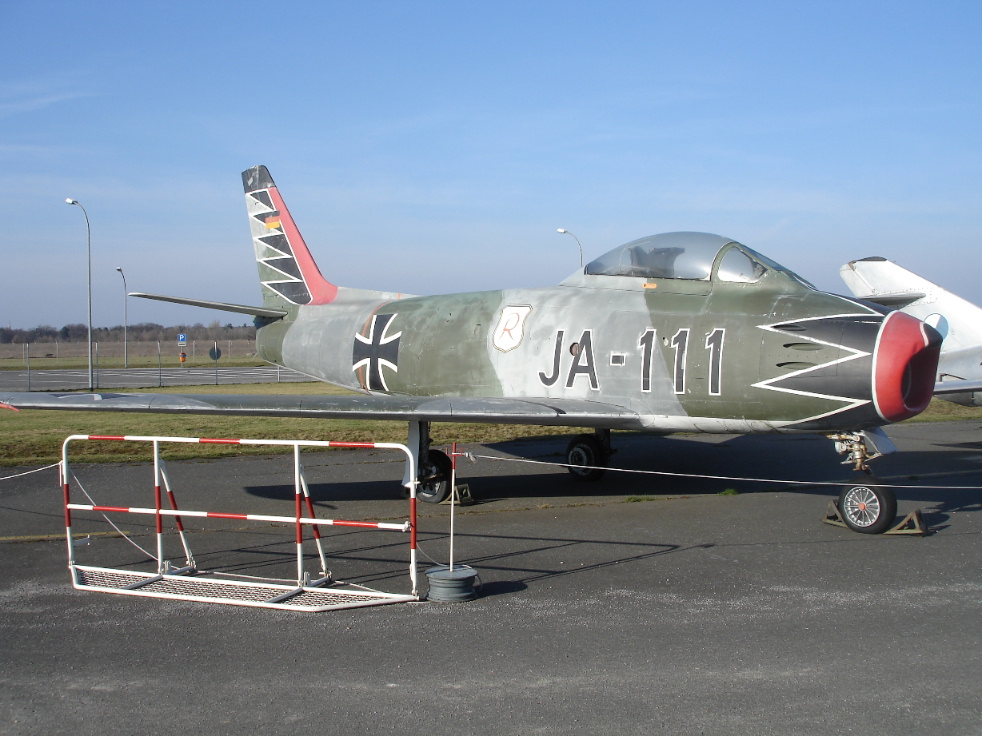
Canadair Sabre in de "zwarte tulp"-kleurstelling van Hartmann.

Erich Alfred (Bubi) Hartmann (Weissach bij Stuttgart, 19 april 1922 - Weil im Schönbuch, 20 september 1993) was een Duitse oorlogsvlieger uit de Tweede Wereldoorlog.
Hartmann is de succesvolste gevechtspiloot aller tijden. Tijdens zijn carrière schoot Hartmann 352 gevechtsvliegtuigen neer, een ongeëvenaard record.
Hij vloog tijdens de Tweede Wereldoorlog verkenningsvluchten boven Rusland en Oekraïne. In de laatste maanden van de oorlog voerde hij jachtvluchten uit op Amerikaanse bommenwerpers die Duitse steden en fabrieken bombardeerden. Hartmann werd onderscheiden met het Ridderkruis van het IJzeren Kruis met Eikenloof, Zwaarden en Briljanten, de op een na hoogste Duitse onderscheiding.
Hartmann behaalde met zijn toestel extreem veel overwinningen, al moet gezegd worden dat Hartmann het moest opnemen tegen technisch zwakke en slecht bewapende Russische bommenwerpers, toestellen die gevlogen werden door nauwelijks opgeleide piloten. Hoewel Hartmann met 352 toestellen de meeste overwinningen boekte, wordt hij daarom niet gezien als de beste jachtpiloot. Dat is volgens velen Hans-Joachim Marseille met 158 overwinningen.

## Het begin
Zijn vader was legerarts, zijn moeder had een passie voor vliegen. Ze vloog een Klem-27 sportvliegtuig, en bracht haar passie op haar zoon over. Hartmann was een jong en zeer getalenteerd persoon die al op jonge leeftijd geobsedeerd was door luchtvaart. In 1941 kwam hij in dienst van de Luftwaffe. Na een korte opleiding kreeg hij zijn vliegbrevet. Hij deed enige vliegervaring op in een eskader van de Ost Reserve in Gliwice. In september 1942 was hij tweede luitenant-vlieger en meldde hij zich bij de 52e Jagdgruppe. In 1943 werd hij meteen na zijn opleiding naar Rusland gestuurd en vloog daar in het toestel waarmee hij de gehele oorlog zou vliegen: een Messerschmitt Bf 109, met op de zijkant een vuurrood hart met daarin de tekst: "Usch", de koosnaam van Hartmanns vriendin, later zijn vrouw. Hartmann vloog de Bf 109 op gracieuze wijze en boekte daarmee vele overwinningen. In de traditie van de Luftwaffe hield ook Hartmann trots het aantal luchtoverwinningen bij die hij als lijntjes tekende op de staart van zijn vliegtuig.
Het begin van Hartmanns carrière verliep niet gemakkelijk. In het begin verloor hij wat toestellen door ongelukken, en hij werd na zijn eerste luchtoverwinning zelf neergeschoten. En het lukte hem maanden niet om opnieuw een vijandig toestel neer te halen. Halverwege de zomer van 1943 bedacht Hartmann een tactiek waarbij hij zijn vijand eerst bestudeerde, vervolgens op hoge snelheid de vijand besloop en daarna -op enkele tientallen meters- beschoot, en ten slotte brak hij het gevecht direct af. De meeste van zijn slachtoffers hadden niets in de gaten totdat de kogels insloegen. Opmerkelijk was dat hij van zeer dichtbij schoot, zo dichtbij dat de meeste andere piloten het gevecht al hadden afgebroken om een botsing in de lucht te voorkomen.
Maar doordat hij zo dichtbij schoot, misten zijn kogels en granaten vrijwel niet en hadden zeer grote uitwerking. Daarom waren slechts enkele kogels voldoende om het vijandelijke toestel uit te schakelen. De vliegtuigen hadden destijds maar voor enkele seconden munitie bij zich. Doordat hij weinig munitie gebruikte kon hij meerdere vliegtuigen na elkaar neerschieten. Hij koos bewust om niet een duel aan te gaan, en richtte zich op de makkelijkste prooi. In dat opzicht was hij een koele jager die zo efficiënt mogelijk jaagde. Nooit in de geschiedenis heeft iemand zoveel toestellen neergeschoten.

## Hartmanns grote roem

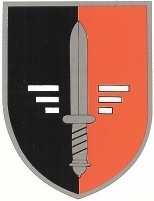
Embleem Jagdgeschwader 52

Hartmann probeerde zijn tactiek voor het eerst in januari 1943 uit en hij schoot hiermee zijn tweede vliegtuig neer. Vanaf dat moment begon hij zijn tactiek te verfijnen. Hij schoot steeds meer toestellen neer. Op zijn 182e missie schoot hij zijn 18e toestel neer, op zijn 360e missie schoot hij zijn 134e slachtoffer neer. In oktober 1943 werd Hartmann vanwege zijn 150e overwinning onderscheiden met het ridderkruis van het IJzeren Kruis, op 2 maart 1944 het ridderkruis met eikenbladeren (200 overwinningen), op 4 juli 1944 het ridderkruis met eikenbladeren en zwaarden (250 overwinningen) en op 25 augustus 1944 het ridderkruis met eikenbladeren met zwaarden en briljanten (300 overwinningen). Dit ontving hij persoonlijk van Hitler. Op 24 augustus 1944 schoot hij 10 vliegtuigen neer, overwinning 291 tot en met 301, en was daarmee de eerste piloot die meer dan 300 overwinningen behaalde.
Het halen van deze vele overwinningen zorgde ervoor dat hij gepromoveerd werd, maar vanwege zijn jonge leeftijd (22 jaar) bleven de hoge rangen niet voor hem bereikbaar. In 1945 kreeg hij de opdracht om zich in het "dreamteam" van de beste jachtvliegers te voegen. Het Jagdgeschwader 44 was de eerste straaljagereenheid, en daarin vlogen alleen de beste Duitse piloten. Maar Hartmann had daar geen zin in, want hij zou als "Bubi" (knulletje) toch waarschijnlijk de andere azen, die allemaal hoger in rang waren, moeten escorteren. Hij ging liever zelf op jacht, en vroeg om overplaatsing naar zijn eigen eenheid aan het Russische front. Op de laatste dag van de oorlog, 8 mei 1945, schoot Erich Hartmann boven de stad Brunn zijn laatste vijandelijke toestel neer. Het was zijn 352e overwinning, de hoogste score ooit behaald door een gevechtspiloot. In 800 gevechtsvluchten leverde hij 1318 gevechten. Onder de 352 toestellen die hij neerschoot, waren er 260 jagers.
Hartmann werd al gauw een superster binnen de Duitse propaganda en kreeg de bijnaam "Bubi", (knul) omdat hij zo jongensachtig over kwam. De nazipropaganda vond hem een goed voorbeeld voor de jeugd, omdat hij perfect voldeed aan het Arische ideaalbeeld: blond, blauwogig. In die fase van de oorlog (1943 en 1945) werden steeds jongere soldaten en piloten aangenomen in het Duitse leger en in de Duitse luchtmacht.

## Na de oorlog
Hartmann gaf zich aan het einde van de oorlog over aan de Amerikaanse 90e infanterie divisie als "Gruppenkommandeur van I./JG 52", met militairen en burgers, mannen en vrouwen, ondanks het feit dat hij bevel had gekregen van Generaal Hans Seidemann om zich samen met zijn medevliegenier Lt. Kol. Hermann Graf aan de Engelsen over te geven. Hij weigerde dit bevel omdat hij dat van slecht leiderschap vond getuigen. De Amerikanen leverden het gehele JG 52, op 24 Mei 1945, volgens de "Jalta afspraken" (feb. 1945) uit aan de Russen. Hartmann had bijna al zijn overwinningen op Sovjet-toestellen aan het oostfront behaald. Tijdens de oorlog hebben de Russen zelfs een prijs op zijn hoofd gezet. Hij stond daar bekend als "de zwarte duivel". Zijn propagandastatus en het feit dat Hartmann ook enkele keren persoonlijk Hitler gesproken had, betekende voor de Russen dat het een groot prestige was om van Hartmann een goede communist te maken. Hartmann ging daar niet op in, en werd daarom veroordeeld tot 25 jaar dwangarbeid.
Bijna acht jaar na de capitulatie van het Derde Rijk en de beëindiging van de militaire acties wordt in het krijgsgevangenenkamp Diaterka, bij Sverdlovsk in de Oeral, verteld dat eskadercommandant Erich Hartmann naar het kamp zal worden overgebracht. Iedereen kent de piloot, die niet alleen luchtgevechten, maar hele slagen won. Bovendien is het een man die altijd de menselijke waardigheid vooropstelt. Het is dan ook geen wonder dat de gevangenen van Diaterka de piloot meer waarderen om zijn menselijke kant dan om zijn militaire prestaties. Direct wordt hij de leider van de groep gevangenen. Na bemiddeling van de Duitse bondskanselier is hij uiteindelijk in 1955 vrijgekomen. Uiteindelijk is hij in 1997 door de Russen volledig gerehabiliteerd.
Hartmann keerde in 1955 terug naar zijn vrouw in West-Duitsland. Later kregen zij nog een dochter. Hij hielp mee aan de wederopbouw van de nieuwe Duitse luchtmacht. Hij moest het veld ruimen omdat hij te veel publiekelijk kritiek uitte op de Starfighter. Hartmann vond de supersonische F-104G te moeilijk om mee te vliegen en niet effectief genoeg in het gevecht. Daarna is hij vlieginstructeur geworden.
Hartmann overleed in 1993.

## Militaire loopbaan
Luftwaffe Wehrmacht
- Offizieranwärter: 1940[4]
- Leutnant: 31 maart 1942[4]
- Oberleutnant: 1 juli 1944[4]
- Hauptmann: september 1944[4]
- Major: 8 mei 1945[4]

Luftwaffe Bundeswehr
- Oberstleutnant: 12 december 1960[4]
- Oberst: 26 juli 1967[4]

## Decoraties
- Ridderkruis van het IJzeren Kruis op 29 oktober 1943 als Leutnant en pilot in de 9./JG 52[4][5]
- Ridderkruis van het IJzeren Kruis met Eikenloof (nr.420) op 2 maart 1944 als Leutnant en Staffelführer van het 9./JG 52[4][5][6]
- Ridderkruis van het IJzeren Kruis met Eikenloof en Zwaarden (nr.75) op 2 juli 1944 als Oberleutnant en Staffelkapitän van het 9./JG 52[4][5][7]
- Ridderkruis van het IJzeren Kruis met Eikenloof, Zwaarden en Briljanten (nr.18) op 25 augustus 1944 als Oberleutnant en Staffelkapitän van het 9./JG 52[4][5][8]
- Gesp voor Gevechtsvluchten aan het Front voor jachtvliegers in goud met getal "1300"[4][9]
- Gezamenlijke Piloot-Observatiebadge in Goud met Diamanten op 25 augustus 1944[4][9]
- Ehrenpokal für besondere Leistung im Luftkrieg op 13 september 1943[4][9]
- IJzeren Kruis 1939, 1e Klasse (7 maart 1943) en 2e Klasse (17 december 1942)
- Duits Kruis in goud op 17 oktober 1943 als Leutnant in de III./JG 52[4][10]
- Hij werd twee maal genoemd in het Wehrmachtsbericht. Dat gebeurde op:
- 24 augustus 1944[4]
- 25 augustus 1944[4]
- Hartmann hield de verblijfplaats van zijn Ridderkruis geheim voor de personen die hem gevangen hielden, hij beweerde dat hij het had weggegooid. De schuilplaats was in een klein beekje. Zijn kameraad Hans "Assi" Hahn was erin geslaagd om het Ridderkruis te verstoppen in een sigarenkistje met dubbele bodem en smokkelde het terug naar Duitsland toen hij werd vrijgelaten uit gevangenschap.

- Bibsys: 8019092
- Gemeinsame Normdatei: 118701827
- International Standard Name Identifier: 0000 0000 9604 3240
- Library of Congress Control Number: n85125522
- Bibliotheek van het Japanse parlement: 00468022
- Nationale Bibliotheek van Tsjechië: jn19990003197
- Nationale Bibliotheek van Israël: 987007262301705171
- Nationale Bibliotheek van Polen: a0000002559749
- Nederlandse Thesaurus van Auteursnamen: 080687571
- Virtual International Authority File: 120732658
- WorldCat: E39PBJwthTCQrjBcdR9j7TwwG3